# ماکا-کازمالیار
ماکا-کازمالیار (به لاتین: Maka-Kazmalyar) یک منطقهٔ مسکونی در روسیه است که در شهرستان محرم‌کند واقع شده‌است.